# Gaia II: La Voz Dormida
Gaia II: La Voz Dormida è il tredicesimo album del gruppo spagnolo Mägo de Oz il 14 novembre 2005. È la seconda parte della tetralogia "Gaia", preceduto da Gaia e seguito da Gaia III: Atlantia e Gaia IV: Epilogo.
Questo album critica fortemente la Chiesa con le sue canzoni. La quasi totalità dei testi sono stati scritti da Txus (il batterista del gruppo). Questo disco vede l'ingresso nel gruppo di un nuovo chitarrista, Jorge Salán, ed un nuovo bassista, Peri. Come nel precedente Gaia, il cantante José Andrëa lascia da parte i vocalizzi più acuti per poter esprimere al meglio i sentimenti che ogni canzone comporta.
Gaia II ha ottenuto il disco d'oro dopo appena una settimana dalla sua uscita sul mercato spagnolo, ed in tre settimane si aggiudicò il disco di platino. Il primo singolo di Gaia II è stato La posada de los muertos e il secondo Hoy toca ser feliz. L'album contiene anche una rivisitazione del brano dei Rainbow Gates of Babylon, che prende il nome di En nombre de Dios e della canzone degli Ultravox "Hymn" col titolo "Mañana empieza hoy".

## Tracce

### Disco 1
1. Volaverunt Opus 666
2. La voz dormida
3. Hazme un sitio entre tu piel
4. El poema de la lluvia triste
5. El callejón del infierno
6. El paseo de los tristes
7. La posada de los muertos
8. Desde mi cielo
9. En nombre de Dios

### Disco 2
1. Incubos y súcubos [Intro]
2. Diabulus in musica
3. Mañana empieza hoy
4. El príncipe de la dulce peña
5. Aquelarre
6. Hoy toca ser feliz
7. Creo (La voz dormida Parte II)
8. La cantata del diablo (Missit me Dominus)